# Ceropegia schumanniana
Ceropegia schumanniana là một loài thực vật có hoa trong họ La bố ma. Loài này được Swarupan. & Mangaly mô tả khoa học đầu tiên năm 1992.